# 蓮興駅
蓮興駅（リョンフンえき、朝鮮語: 련흥역）は、朝鮮民主主義人民共和国咸鏡南道興南区域にある駅で、昌興線に属する。

## 隣の駅
昌興線
昌興駅 - 蓮興駅